# ستيوارت فيلبس
ستيوارت فيلبس (16 ديسمبر 1975 في المملكة المتحدة - ) (بالإنجليزية: Stuart Phelps)‏ هو لاعب كريكت بريطاني. لعب مع نادي مقاطعة غلاموركن للكريكت ‏.